# Капаа (Гаваї)
Капаа (англ. Kapaa) — переписна місцевість (CDP) в США, в окрузі Кауаї штату Гаваї. Населення — 11 652 особи (2020).

## Географія
Капаа розташована за координатами 22°5′18″ пн. ш. 159°21′7″ зх. д. / 22.08833° пн. ш. 159.35194° зх. д. (22.088223, -159.351920).  За даними Бюро перепису населення США в 2010 році переписна місцевість мала площу 26,80 км², з яких 25,92 км² — суходіл та 0,88 км² — водойми.

## Демографія
Згідно з переписом 2010 року, у переписній місцевості мешкало 10 699 осіб у 3653 домогосподарствах у складі 2506 родин. Густота населення становила 399 осіб/км².  Було 4516 помешкань (169/км²).
Расовий склад населення:
| - 32,8 % — білих - 27,2 % — азіатів - 9,0 % — вихідців з тихоокеанських островів - 0,5 % — корінних американців - 0,4 % — чорних або афроамериканців - 1,4 % — осіб інших рас |

До двох чи більше рас належало 28,6 %. Частка іспаномовних становила 11,4 % від усіх жителів.
За віковим діапазоном населення розподілялося таким чином: 23,9 % — особи молодші 18 років, 63,6 % — особи у віці 18—64 років, 12,5 % — особи у віці 65 років та старші. Медіана віку мешканця становила 39,2 року. На 100 осіб жіночої статі у переписній місцевості припадало 101,6 чоловіків;  на 100 жінок у віці від 18 років та старших — 97,4 чоловіків також старших 18 років.
Середній дохід на одне домашнє господарство  становив 77 921 долар США (медіана — 63 609), а середній дохід на одну сім'ю — 90 985 доларів (медіана — 80 688). Медіана доходів становила 46 087 доларів для чоловіків та 36 216 доларів для жінок. За межею бідності перебувало 13,3 % осіб, у тому числі 13,0 % дітей у віці до 18 років та 9,6 % осіб у віці 65 років та старших.
Цивільне працевлаштоване населення становило 5051 особа. Основні галузі зайнятості: мистецтво, розваги та відпочинок — 25,9 %, освіта, охорона здоров'я та соціальна допомога — 20,8 %, будівництво — 10,2 %, роздрібна торгівля — 9,6 %.